# Leugny (Viena)
Leugny és un municipi francès situat al departament de la Viena i a la regió de la Nova Aquitània. L'1 de gener del 2021 tenia 370 habitants.